# Aunque mal paguen
Aunque mal paguen es una telenovela venezolana realizada y transmitida por la cadena Venevisión en el año 2007, y distribuida internacionalmente por Venevisión International. Original del escritor Alberto Barrera Tyszka.
Estuvo protagonizada por Miguel de León, María Antonieta Castillo y Ana Karina Manco cómo Catalina Quiroz. y la participación antagónica de Desideria D'Caro, Tania Sarabia, Yul Bürkle, Josué Villaé Javier Paredes, Bebsabé Duque y Armando Cabrera.
La telenovela es retransmitida el lunes 27 de abril de 2020 en el horario de las 10:00 p. m. luego fue trasladada a partir del 19 de octubre de 2020 a las 12:00 de la medianoche, para darle paso el estreno a la exitosa serie colombiana Un bandido honrado a las 8:00 p. m., el reestreno de la exitosa telenovela colombiana Vecinos (telenovela) a las 9:00 p. m. y el cambio de horario de la exitosa telenovela venezolana La mujer perfecta a las 10:00 p. m. la telenovela finalizó el 23 de diciembre de 2020.

## Sinopsis
Soledad es una joven de 25 años. Vive feliz en el pueblo de El Guayabo. Trabaja como enrolladora en la fábrica de tabacos “Caribana”, mientras espera un cupo para terminar sus estudios de turismo en la Isla de Margarita. Soledad solo tiene un deseo en su vida: vivir un gran amor, sentir por fin una pasión fulminante. 
La historia comienza cuando Sagrario, la vieja maestra de las enrolladoras de tabaco, le lee el humo a Soledad y lanza un vaticinio: ese mismo día llegará por fin esa gran pasión, ese mismo día conocerá al hombre de su vida.
Y es cierto: esa misma noche, conoce a Alejandro Aguerrevere, un joven empresario que lleva adelante un gran proyecto turístico transnacional cuyo único obstáculo es, justamente, el pueblo de El Guayabo. Para la Red Beach Resort, El Guayabo y sus habitantes son una equivocación en el mapa, un pequeño punto que hay que borrar. 
El encuentro entre ambos, sin embargo, se produce en unas terribles circunstancias: Alejandro es asaltado, robado y golpeado. Vaga desorientado en medio de los sembradíos de tabaco, una noche, cuando Soledad, a toda carrera, en su bicicleta, se lo lleva por delante. Al despertar, Alejandro no tiene ni idea de quién es. Sufre una memoria traumática. Soledad lo lleva al pueblo donde comienza todos lo ven con curiosidad y lo bautizan con un apodo especial: “El desenchufado”.
Muy poco dura el misterio. De inmediato, Soledad, y todo El Guayabo, se enteran de que ese hombre es el responsable del proyecto turístico que quiere destruirlos y que, además, en lo personal está casado y también tiene una amante con un hijo. Soledad desafía al destino y al humo: ¿cómo puede ese desastre ser el hombre de su vida?. Pero una mujer del pasado regresa para recuperar lo que le pertenece Catalina Quiróz, la dueña de la hacienda y madre de soledad... que sin darse cuenta se enfrentaran como enemigas.

## Elenco
- María Antonieta Castillo - Soledad
- Miguel de León - Alejandro Aguerrevere
- Ana Karina Manco - Catalina Quiroz
- Marialejandra Martín- Thaís
- Roberto Lamarca - Rubén Darío
- Crisol Carabal - Aguamiel / Amparo
- Amilcar Rivero - Sargento Salazar
- Desideria D'Caro - María Fernanda
- Yul Bürkle - Thomas Dáger
- Javier Paredes - Miguel
- Bebsabé Duque - Tibisay
- Josué Villaé - Esteban
- Antonio Cuevas - Rafael
- Rhandy Piñango - Padre Ignacio
- Alba Vallvé - Margarita
- Reinaldo José Pérez - Edmundo
- Paula Bevilacqua - Marilyn
- César Román - Andrés
- Gregorio Milano - Taparita
- Freddy Aquino - Toñito
- Marjorie Magri - Tamara
- Eleidy Aparicio - Sargento Porucznik Figueroa

Las primeras actrices:
- Flor Elena González - Doña Carmen
- Tania Sarabia - Titina
- Francis Romero - Sagrario
- Beatriz Vázquez - Inés
- Caridad Canelon

Los primeros actores:
- José Torres - Cheche
- Alejo Felipe - Don Luis
- Armando Cabrera - Doctor Lepera
- Luis Rivas - Chuíto
- Fernando Villate - Bonsái
- Julio Pereira (actor)

## Parodia
- Aunque Mal Chuleten parodia de XHGC Fabrica de Comedias el 23 de enero de 2008